# Bill Gwatney
William "Bill" Gwatney, född 26 augusti 1959, död 13 augusti 2008 i Little Rock i Arkansas, var en amerikansk politiker (demokrat). Vid sin död var han ordförande för partiets Arkansas-avdelning; innan dess hade han varit statssenator i 10 år. Han var också finansiell ordförande för Mike Beebes kampanj för att bli vald till Arkansas guvernör 2006. Han drev en bilfirma i Pulaski County.

## Död
Den 13 augusti 2008 tog sig en man, identifierad som Timothy Dale Johnson, in på demokratiska partiets delstatshuvudkontor i Little Rock och sköt Bill Gwatney tre gånger. Gwatney flögs till sjukhus, men avled några timmar senare, 15.59 CST. Johnson sade att han ville tala med Bill Gwatney, men tog sig förbi då sekreteraren sade att han var upptagen. Efter skottlossningen flydde gärningsmannen i en lastbil och jagades av polis ut ur Little Rock. Han sköts till döds av polisen efter att en PIT-manöver (precision immobilization technique) tvingade honom att svänga av vägen och in på ett fält nära Sheridan, Arkansas.